# Cnaphalocrocis hemicrossa
Cnaphalocrocis hemicrossa là một loài bướm đêm trong họ Crambidae.